# Adama Coulibaly
Adama Coulibaly, född 10 september 1980 i Bamako, är en malisk före detta fotbollsspelare (försvarare). 
Han började spela fotboll i den lokala klubben Djoliba AC. Coulibaly flyttade 2008 till AJ Auxerre efter ha tillbringat nästan ett årtionde i sin förra klubb RC Lens. Han har även spelat för Mali tillsammans med sin kusin Moussa Coulibaly.